# Dorna Candrenilor
Dorna Candrenilor là một xã thuộc hạt Suceava, România. Dân số thời điểm năm 2002 là 4678 người.